# Laccoptera meghalayaensis
Laccoptera meghalayaensis là một loài bọ cánh cứng trong họ Chrysomelidae. Loài này được Swietojanska miêu tả khoa học năm 2001.